# Wahono
Wahono – indonezyjski zapaśnik w stylu klasycznym.
Złoty medalista igrzysk Azji Południowo-Wschodniej w 1997 roku. Drugi w Pucharze Azji i Oceanii w 1999 i trzeci w 1997 roku.